# Henry Edward Manning
Henry Edward Manning, född den 15 juli 1808 i England av protestantiska föräldrar, död den 14 januari 1892, var en engelsk kardinal.
Manning blev 1832 präst, 1833 kyrkoherde och 1840 ärkedjäkne i stiftet Chichester i engelska kyrkan. År 1845 lärde han känna Pusey och indrogs i Oxfordrörelsen, inom vilken det från 1840 förekommit många övergångar till romersk-katolska kyrkan. På en resa genom kontinenten till Italien, där han hade audiens hos Pius IX, närmades Manning ytterligare katolicismen, och efter hemkomsten bortstöttes han från episkopalkyrkan även genom dess beroende av staten (Gorhamska dopstriden 1847-50], då den av Oxfordmännen bekämpade, i dopläran antikatolske prästen George Cornelius Gorham genom Privy council bekräftades i sitt ämbete, och Denisonska nattvardsstriden från och med 1851, då en som romaniserande uppfattad nattvardslära genom världslig myndighet avvisades). 
År 1851 tog Manning, bestämd genom Newmans Development, steget över till katolska kyrkan, prästvigdes där samma år, avancerade raskt och blev efter kardinal Wisemans död (1865) ärkebiskop av Westminster och därmed chef för den 1850 återupprättade engelska katolska kyrkan och hierarkin. Utrustad med sällsynt härskarbegåvning och vad många såg som härsklystnad, blev han en ivrig agitator för ultramontanismen; på Första vatikankonsiliet 1869-71 var han måhända den talangfullaste förkämpen för ofelbarhetsdogmen och bidrog mycket genom diplomatisk smidighet, energi och vältalighet till dess seger. Även i sitt hemland beredde han den ultramontana katolicismen framgångar; sedan han 1874 fått ett romersk-katolskt universitet upprättat i London, blev han 1875 kardinal. 
Vid Pius IX:s dödsbädd och i konklaven 1878 var han närvarande. Den nye påven, Leo XIII, visade dock mera sympati för den andre store engelske konvertiten, Newman, som nu också blev kardinal och mot vars vetenskapliga intresse och tendens till religiös självständighet stod Mannings kyrkopolitiska intresse och fientlighet mot varje form av andlig frihet. Från omkring 1880 vände också Manning alltmera sin verksamhet från det teologiska och politiska till det sociala området, varvid han förstod att genom arbete för de lägre klassernas lyftande även öppna nya vägar för ultramontan katolicism i England. Bland annat bildade han en stor förening för absolut nykterhet. Höjden av socialt inflytande nådde han som medlare under den stora dockstrejken i London 1889. Manning var en av de män, vars inflytande var avgörande för den romersk-katolska kyrkans inriktning mellan de båda Vatikankonsilierna.
Av hans många skrifter (de politiska tillfällighetsskrifterna har ansetts talangfullare än de dogmatiska och asketiska) må nämnas från anglikanska tiden Sermons (1843-48) och från den romersk-katolska Grounds of faith (1852; 8:e upplagan 1890), The temporal power of the vicar of Jesus Christ (1862; 3:e upplagan 1880), The reunion of christendom (1866), England and christendom (1867), The true story of the Vatican council (1877), Miscellanies (3 band, 1877-88; med hans värdefullare tidskriftsartiklar), The independence of the Holy see (2 upplagor 1877), The catholic church and modern society (1880), som betecknar övergången till sociala perioden, Eternal priesthood (1883), Religio viatoris (4 upplagor 1887), National education (1888) och Pastime papers (postumt utgiven 1893).